# شیعیان عربستان سعودی
شیعیان عربستان به بخشی از شهروندان عربستان گفته می‌شود که پیرو نظریات تشیع هستند که بین ۱۰ الی ۱۵ درصد از جمعیت این کشور می باشند و  به صورت تخمینی ۵ میلیون نفر از کل شهروندان عربستانی را شامل می‌شود.

## پراکندگی جغرافیایی
- شیعیان جعفری وجود دارند در استان شرقیه به‌ویژه در شهر قطیف آنها اکثریت در آن هستند آنها علاوه بر حضور گسترده در احساء و اقلیت‌ها در بقیه شهرهای شرقی مانند دمام، خبر، ظهران و جبیل.
- یک اقلیت شیعه جعفری کوچک در مدینه منوره  معروف به نخاوله
- شیعیان اسماعیلی و زیدی در منطقه  نجران در جنوب عربستان به ویژه در میان قبایل یام یافت می‌شوند.[نیازمند منبع]

## تاریخچه
تاریخ تشیع در این منطقه باستانی است و برخی آن را به دوران امام علی ابن ابی طالب، خلیفه چهارم، بازمی‌گردانند. این منطقه، صحابه، پیروان و شاعران برجسته بسیاری را در خود پرورش داده است. این منطقه (بحرین باستان) با وقوع انقلاب‌ها و قیام‌های اولیه علیه دولت اموی و سپس دولت عباسی متمایز شد، که در پایان قرن سوم هجری با کنترل قرمطیان به اوج خود رسید و آنها آن را پایگاه حکومت خود و سکوی پرتاب لشکرکشی‌های خود علیه مراکز و پایتخت‌های عربی عراق، شام و مصر قرار دادند. سلطه آنها نزدیک به ۱۵۰ سال ادامه یافت. قرمطیان، از دیدگاه اعتقادی، به فرقه اسماعیلیه تعلق دارند. در طول سلطنت آنها، بسیاری از سازمان‌های اداری، نظامی، حقوقی و اجتماعی پیشرفته و پیچیده ایجاد شدند که منافع اکثریت مردم را در نظر می‌گرفتند و هنوز ریشه در الگوهای سنتی اجتماعی-اقتصادی مانند کشاورزی، صنایع دستی و شکار داشتند. ساختار سیاسی و اجتماعی قرمطیان با دموکراسی نظامی مشخص می‌شد.

### ظهور آل‌سعود و دولت اول و دوم
با برقراری پیوند ائتلافی بین محمد بن سعود حاکم منطقه نجد و محمد بن عبدالوهاب اصلاحگر بنیادگرای مذهبی و قدرت‌گیری دولت آل‌سعود با تفکرات وهابیت شیعیان ساکن در منطقه عربستان فعلی، مورد آزار و اذیت قرار گرفتند. از سال ۱۷۴۴ میلادی نیروهای نجدبه‌طور مداوم و مستمر به سواحل سرقی شبه‌جزیره عربستان که محل تجمع شیعیان شبه‌جزیره بود حمله کردند. در سال ۱۷۹۱ میلادی با ادعای پاک کردن منطقه از اصنام و اوثان (بت‌های سنگی) به منطقه الاحساء یورش بردند. در جریان این حمله ائتلاف وهابی‌ها و سعودی‌ها، تمامی مساجد و حسینیه‌های شیعیان، همه مقبره‌های آنان و هرچه در محل عبادتشان بود را تخریب کردند و تا مدتی قیومیت این منطقه را برعهده داشتند. در سال ۱۸۱۸ میلادی، سلطان عثمانی که عربستان را تابع خود می‌دانست، با کمک گرفتن از حاکم وقت مصر مناطق شیعه‌نشین شرق عربستان را دوباره تحت حاکمیت خود درآورد.
بین سال‌های ۱۸۲۴ تا ۱۸۳۴ میلادی حکومت دوم وهابی به رهبری فیصل بن ترکی خود را بازیابی کرد و به منظور کسب وفاداری مردم در استان احساء با شیعیان صلح برقرار کرد و در عوض مالیات‌های سنگینی برای آنان وضع کرد. از سوی دیگر شیخ عبدالرحمن بن حسن عالم وهابی آن‌زمان به تفتیش عقاید شیعیان مشغول شد و مردم را وادار می‌کرد که به قرائت وهابیت از اسلام بپیوندند.

### پیدایش دولت سوم سعودی
شهروندان شیعه در اوایل سال ۱۹۱۳ به سومین دولت سعودی پیوستند، زمانی که حسا و قطیف داوطلبانه تحت حاکمیت ملک عبدالعزیز بن عبدالرحمن قرار گرفتند. هیچ مقاومت یا جنگی در کار نبود. ملک عبدالعزیز حق عبادت و انجام مناسک مذهبی خود را طبق احکام مذهب شیعه جعفری به مردم این مناطق تضمین کرد. از سوی دیگر امیر دولت عثمانی در منطقه احساء نیز تسلیم شد و مردم منطقه قطیف از لشکر سعودی‌ها که به سرکردگی عبدالرحمن بن سوایلیم وارد شهر شده بود استقبال کردند تا مورد خشم او قرار نگیرند؛ با این حال باز هم مورد سرکوب قرار گرفتند. امیر وهابی در قطیف بلافاصله ۴ شرط برای ساکنان آن منطقه مقرر کرد. اول آنکه شیعیان منطقه قطیف باید در نوشته‌های خود اذعان کنند که این منطقه متعلق به اجداد ابن‌سعود است. دومین خواسته امیر جدید این بود که هر روستایی از منطقه قطیف باید عنداللزوم ۱۰ مرد را در اختیار نیروهای سعودی قرار دهند. دیدار چهار نفر از بزرگان قطیف با پادشاه سعودی و اهدای پول به او و همچنین تحریم صادرات سبزی‌جات به منطقه بحرین (که آن زمان تحت‌الحمایه بریتانیا بود) از دیگر خواسته‌های امیر وهابی قطیف بود. در مقابل این سخت‌گیری‌ها، علمای شیعه به‌منظور حفط حقوق شهروندان این مناطق، توافقنامه‌ای را با دولت سعودی به امضا رساندند. در این توافق که در سال ۱۹۱۳ میلادی بین شیخ موسی ابوخصیم و ابن‌سعود شکل گرفت، قرار شد تا آزادی مذهبی شیعیان در مقابل کسب انقیاد و اطاعت نسبت به حکومت پذیرفته شود. با این وجود، جمعیت شیعیان تحت آزار و اذیت سیستماتیک ارتش ایدئولوژیک ابن‌سعود که اخوان نام داشت قرار گرفتند. به طوریکه آن‌ها از پرسنل ارتش بریتانیا که در شرق عربستان حضور داشتند درخواست کردند که از ابن‌سعود بخواهند تا آزار مذهبی شیعیان را متوقف کند. شیعیان قطیف در نامه‌ای دیگر که به امضای ۵۰۰ تن از بزرگان شیعه در عربستان رسیده بود، از حماد بن عیسی الخلیفه، حاکم وقت بحرین نیز درخواست کمک کردند.

## جایگاه شیعیان در عربستان سعودی
قانون مدنی عربستان سعودی به شیعیان این حق را می‌دهد که مساجد و دادگاه‌های شخصی خود را در مناطقی با جمعیت قابل توجه شیعه تأسیس کنند. به عنوان مثال، منطقه شرقی دارای «دادگاه جعفری» برای کسانی است که به مذهب جعفری شیعه پایبند هستند.  اگرچه هیچ آمار رسمی در مورد تعداد مساجد شیعه در عربستان سعودی وجود ندارد، اما حضور آنها در منطقه شرقی زیاد استز. عربستان سعودی از نظر تاریخی شیعیان را در مناصب بالای دولتی منصوب کرده است، به ویژه امین ناصر، رئیس شرکت آرامکو که اهل شهر شیعه‌نشین قطیف است. و نظمی النصر، رئیس سابق نئوم، نیز اهل همان شهر است. کوثر الاربش، عضو برجسته مجلس شورای عربستان، نیز زنی شیعه اهل قطیف است.
جمیل الجیشی، مهندسی که در ساخت شهر صنعتی جبیل نقش داشت، یک شهروند شیعه بود که بعدها به عنوان سفیر عربستان سعودی در تهران خدمت کرد. 

### کاهش نمایندگان شیعه در مجلس مشورتی
در سال ۱۹۹۴ میلادی حکومت عربستان، بسیاری از مخالفان برجسته شیعه را با وعده رفع تبعیض‌های علیه شیعیان، به کشور دعوت کرد تا در خصوص دست کشیدن از مبارزه ضدحکومتی با آن‌ها مذاکره کند. بر همین اساس در شورای مشورتی که زیر نظارت پادشاه فعال است، یک نفر از شیعیان عضویت پیدا کرد در ژوئیه ۱۹۹۷، اعضا از ۶۰ نفر به ۹۰ نفر افزایش یافت و ۴ عضو شیعه به عنوان اعضای شورای مشورتی انتخاب شدند. با این حال در سال ۲۰۰۵ میلادی و هنگامی که ملک فهد اعضای مجلس شورا را از ۱۲۰ عضو به ۱۵۰ عضو افزایش داد شاهد کاهش نمایندگی شیعیان از ۴ عضو به ۱ عضو بودیم.

## وضعیت اقتصادی
عمده شیعیان عربستان در مناطقی زندگی می‌کنند که سرشار از منابع نفتی است. تمام تأسیسات استخراج، پالایش و پایانه‌های صادراتی نفت و همچنین بسیاری از تأسیسات پتروشیمی و صنایع وابسته به آن در استان الشرقیه قرار دارند. با این حال از سوی دولت مرکزی مناطق شیعه‌نشین و به ویژه شهرهای احساء، قطیف و دمام در فقر و عقب ماندگی اقتصادی عمدی قرار گرفته‌اند. منطقه الشرقیه به لحاظ اقتصادی برای عربستان از اهمیت بالایی برخوردار است و ثروتمندترین استان عربستان به‌شمار می‌رود، با این حال اغلب ساکنان آن که شیعه هستند در وضعیت اقتصادی پایین‌تری نسبت به دیگر گروه‌های جامعه عربستان قرار دارند که به گفته کارشناسان عربستانی، دلیل این امر سیاست‌های تبعیض آمیزی است که علیه اقلیت شیعیان این کشور در جریان است به گونه‌ای که دولت هزینه‌های کمتری در این مناطق صرف می‌کند تا برخی از آن‌ها مجبور باشند در منطقهٔ زاغه‌نشین کنار شهرها ساکن شوند. با اینکه میلیون‌ها کارگر خارجی وارد این کشور می‌شوند اما با این حال بسیاری از شیعیان مجبورند به کارهایی اشتغال پیدا کنند که سود زیادی برای آن‌ها ندارد.